# Keisuke Kunimoto

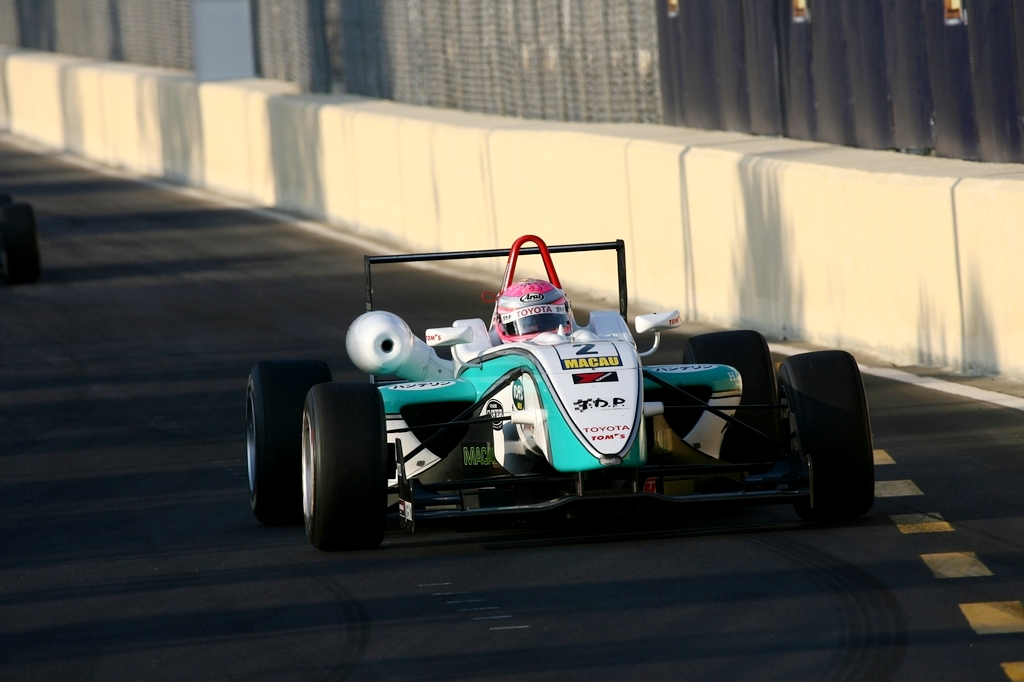
Keisuke Kunimoto in de Grand Prix van Macau in 2008.

Keisuke Kunimoto (Japans: 国本 京佑,Kunimoto Keisuke) (Yokohama, 9 januari 1989), geboortenaam Lee Gyeong-woo (Koreaans: 이경우,  Hanja:李京佑), is een Japanse autocoureur die met een Japanse racelicentie rijdt. Hij is een derde generatie Zainichi-Koreaan. Zijn vader Yoshihiro Ri, ook bekend als Yoshihiro Kunimoto, werd in 1983 Japans kartkampioen en zijn oom Yoshihiko Ri won dat kampioenschap in 1980 en 1981. Zijn jongere broer Yuji, is ook autocoureur.

## Carrière

### Vroege carrière
Kunimoto begon zijn autosportcarrière in het karting in 2001 op twaalfjarige leeftijd. Nadat hij in 2004 de FA-klasse won van het Japanse kartkampioenschap, ging hij naar de Toyota Racing School, waar hij een beurs kreeg van Toyota. Hij maakte in 2005 zijn debuut in het formuleracing in de Formule Toyota tijdens het zevende raceweekend op het Tsukuba Circuit.
In 2006 en 2007 nam Kunimoto deel aan zowel de Formule Toyota als de Formule Challenge Japan. In 2007 won hij de Formule Challenge Japan met drie overwinningen en eindigde hij met twee overwinningen als tweede in de Formule Toyota achter Kei Cozzolino.

### Formule 3
In 2008 maakte Kunimoto zijn Formule 3-debuut in de All-Japan F3 voor het team TOM'S en in de Super GT voor het team apr als een coureur van het Toyota Young Drivers Program (TDP). In de Formule 3 eindigde hij als tweede achter Carlo van Dam met drie overwinningen. Aan het eind van het seizoen nam hij deel aan de Grand Prix van Macau op het Circuito da Guia voor TOM's. Hij won deze race, waarmee hij de tweede Japanner werd die deze race won na Takuma Sato.

### Formule Renault 3.5 Series
In 2009 reed Kunimoto in de laatste twee raceweekenden van de Formule Renault 3.5 Series voor het team Epsilon Euskadi. Hij verving Dani Clos voor de raceweekenden op de Nürburgring en het Motorland Aragón. Zijn beste resultaat was een dertiende plaats in de tweede race op de Nürburgring.
In 2010 keerde Kunimoto terug in de Formule Renault 3.5 voor Epsilon met Albert Costa als teamgenoot. Hij behaalde punten op het Automotodrom Brno en de Hungaroring en eindigde hiermee als 22e in het kampioenschap met 8 punten.

### 24 uur van Le Mans
In 2009 nam Kunimoto deel aan de LMP2-klasse van de 24 uur van Le Mans voor het Navi Team Goh. Samen met Seiji Ara en Sascha Maassen legde hij 339 ronden af voordat de race moest worden afgebroken. Ze werden als vijfde geklasseerd in de LMP2-klasse en als 34e in de race.